# تاسور
تاسور (به لاتین: Täsvere) یک روستا در استونی است که در شهرستان تارتو واقع شده‌است.

## خصوصیات
تاسور ۱۶ نفر جمعیت دارد.